# Vinny Vella
Vinny Vella (New York, 1947. január 11. – New York, 2019. február 20.) amerikai színész.

## Filmjei

### Mozifilmek
- Season of Change  (1994)
- Casino (1995)
- The Evil Within (1998)
- The Court (1998)
- My X-Girlfriend's Wedding Reception (1999)
- Szellemkutya (Ghost Dog: The Way of the Samurai) (1999)
- A System Devoured (1999)
- Mambo Café (2000)
- Interstate 84 (2000)
- Wannabes (2000)
- Father Gaudio's Confession (2000)
- Csók, Jessica Stein (Kissing Jessica Stein) (2001)
- High Times Potluck (2002)
- Még egy kis pánik (Analyze That) (2002)
- Four Deadly Reasons (2002)
- This Thing of Ours (2003)
- Kávé és cigaretta (Coffee and Cigarettes) (2003)
- Nyílt seb (In the Cut) (2003)
- The Undertaker's Dozen (2003)
- Season of the Hunted (2003)
- The Kings of Brooklyn (2004)
- The Signs of the Cross (2005)
- Rose Woes and Joe's (2005)
- Védd magad! (Find Me Guilty) (2006)
- A Merry Little Christmas  (2006)
- Blind Thoughts (2008)
- Chasing the Green (2009)
- Sicilian Tale (2009)
- Partners (2009)
- Old Secrets No Lies (2010)
- Nem írnek való vidék (Kill the Irishman) (2011)
- Spy (2011)
- The Red Corvette (2011)
- Humdinger (2011)
- Brooklyn Gangster: The Story of Jose Lucas (2012)
- Night Bird (2012)
- Knuckleheads (2012)
- Milwood (2013)
- Good Brutha Bad Brutha (2013)
- Super Awesome! (2015)
- Scars of a Predator (2017)
- Monsters of Mulberry Street (2017)

### Tv-sorozatok
- Veszélyes küldetés (New York Undercover) (1996, egy epizódban)
- Maffiózók (The Sopranos) (1999–2004, négy epizódban)
- Esküdt ellenségek (Law & Order) (2004, egy epizódban)
- The Vinny Vella Show (2013, egy epizódban)